# 2299 Hanko
2299 Hanko este un asteroid din centura principală, descoperit pe 25 septembrie 1941 de Yrjö Väisälä.